# نسبت خونی
نسبت خونی فیلمی کوتاه به کارگردانی حسین امیری دوماری و پدرام پورامیری است که در سال ۱۳۹۵ ساخته شد. این فیلم نامزد سیمرغ بلورین بهترین فیلم کوتاه از سی و پنجمین جشنواره فیلم فجر شد. این فیلم همچنین برندهٔ بهترین فیلمنامه از سی و سومین جشنواره بین‌المللی فیلم کوتاه تهران (۱۳۹۵) شد. برخی منتقدان این فیلم را موفق‌ترین فیلم اجتماعی سینمای ایران در دهه آخر قرن می‌دانند.

## جوایز و نامزدی‌ها
| جشنواره                                              | رده                           | نامزد                                           | نتیجه    |
| ---------------------------------------------------- | ----------------------------- | ----------------------------------------------- | -------- |
| سی و پنجمین جشنواره فیلم فجر (۱۳۹۵)                  | بهترین فیلم کوتاه             | حسین امیری دوماری، پدرام پور امیری              | نامزدشده |
| سی و سومین جشنواره بین‌المللی فیلم کوتاه تهران (۱۳۹۵) | بهترین فیلمنامه               | محمد داوودی، حسین امیری دوماری، پدرام پور امیری | پیروز    |
| سی و سومین جشنواره بین‌المللی فیلم کوتاه تهران (۱۳۹۵) | بهترین بازیگر مرد             | فرید سجادی حسینی                                | پیروز    |
| سی و سومین جشنواره بین‌المللی فیلم کوتاه تهران (۱۳۹۵) | بهترین بازیگر مرد             | هادی حجازی‌فر                                    | نامزدشده |
| سی و سومین جشنواره بین‌المللی فیلم کوتاه تهران (۱۳۹۵) | بهترین کارگردانی              | حسین امیری دوماری، پدرام پور امیری              | نامزدشده |
| سی و سومین جشنواره بین‌المللی فیلم کوتاه تهران (۱۳۹۵) | بهترین صدا                    | رشید دانشمند و زهره علی اکبری                   | نامزدشده |
| دهمین جشنواره فیلم سایه (۱۳۹۶)                       | بهترین فیلمنامه               | محمد داوودی، حسین امیری دوماری، پدرام پور امیری | پیروز    |
| دهمین جشنواره فیلم سایه (۱۳۹۶)                       | بهترین فیلم داستانی           | حسین امیری دوماری، پدرام پور امیری              | پیروز    |
| دهمین جشنواره فیلم سایه (۱۳۹۶)                       | بهترین صدا                    | رشید دانشمند و زهره علی اکبری                   | پیروز    |
| دهمین جشنواره فیلم سایه (۱۳۹۶)                       | بهترین فیلمبرداری             | امیر موسوی                                      | پیروز    |
| دهمین جشنواره فیلم سایه (۱۳۹۶)                       | بهترین بازیگر مرد             | فرید سجادی حسینی                                | پیروز    |
| دهمین جشنواره فیلم سایه (۱۳۹۶)                       | بهترین بازیگر مرد             | محمد کارت                                       | نامزدشده |
| دهمین جشنواره فیلم سایه (۱۳۹۶)                       | بهترین بازیگر زن              | ماریه تهرانچی                                   | نامزدشده |
| دهمین جشنواره فیلم سایه (۱۳۹۶)                       | بهترین تدوین                  | بهرام عمرانی                                    | نامزدشده |
| دهمین جشنواره فیلم سایه (۱۳۹۶)                       | بهترین کارگردانی فیلم داستانی | حسین امیری دوماری، پدرام پور امیری              | نامزدشده |
| جشنواره فیلم کوتاه حسنات (۱۳۹۶)                      | بهترین فیلم داستانی           | حسین امیری دوماری، پدرام پور امیری              | پیروز    |
| دهمین جشنواره رویش (۱۳۹۶)                            | بهترین فیلمنامه               | محمد داوودی، حسین امیری دوماری، پدرام پور امیری | پیروز    |
| دهمین جشنواره رویش (۱۳۹۶)                            | بهترین بازیگری                | فرید سجادی حسینی                                | پیروز    |